# Burgruine Waldstein
Die Burg Waldstein, auch Burg Alt-Waldstein genannt, ist eine in Deutschfeistritz in der Steiermark gelegene Burgruine, deren Ursprünge nicht festzustellen sind. Jutta, Witwe Leutolds von St Dionys (bei Bruck an der Mur), ist urkundlich als erste Besitzerin belegt (1152). Ab 1629 wurde die Burg dem Verfall preisgegeben, da sie wie die meisten Burgen in dieser Zeit die Wohnqualität und den Verwendungszweck verloren hatte.

## Lage

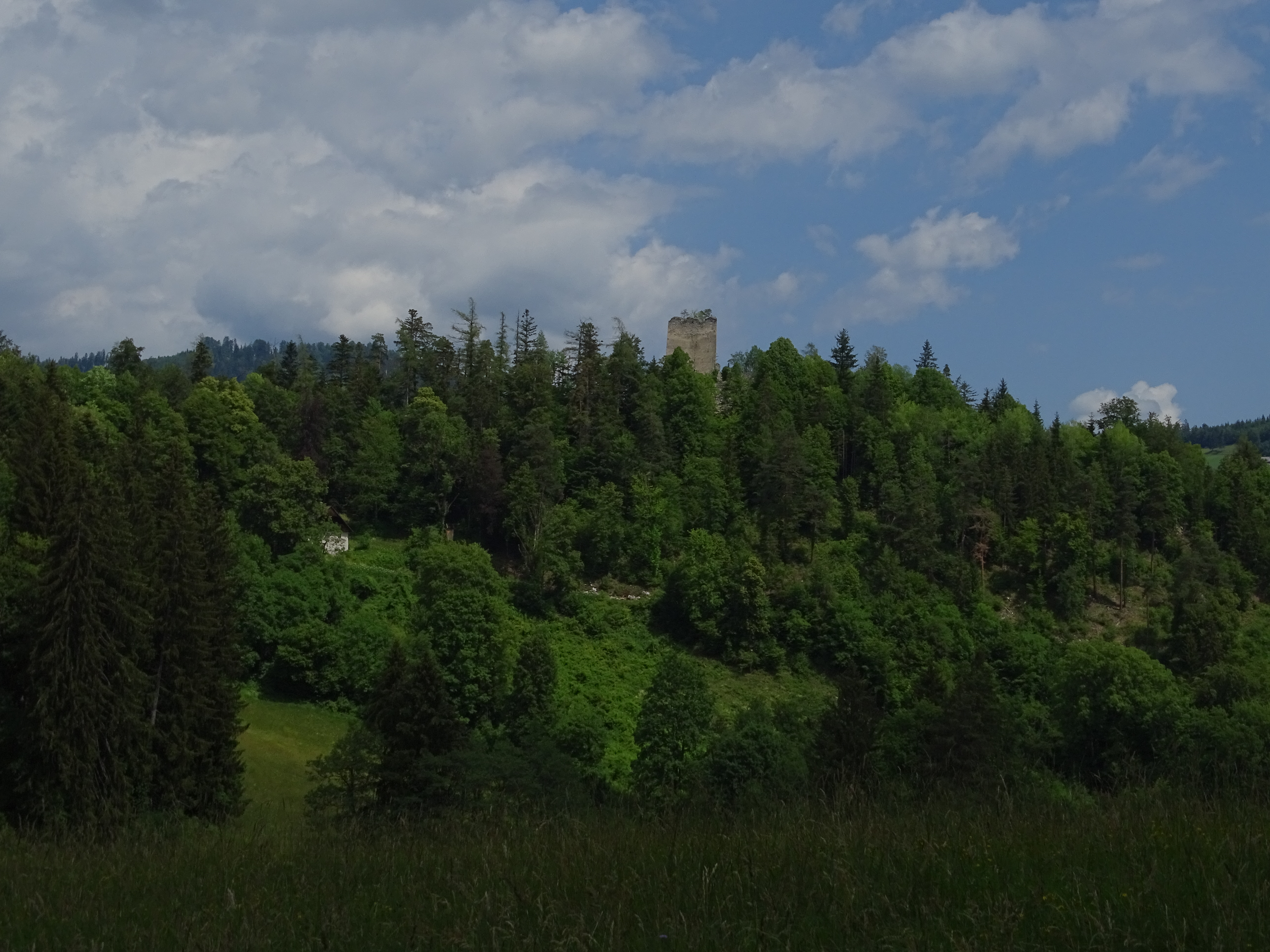
Blick von Süden auf den Burgberg mit dem Bergfried

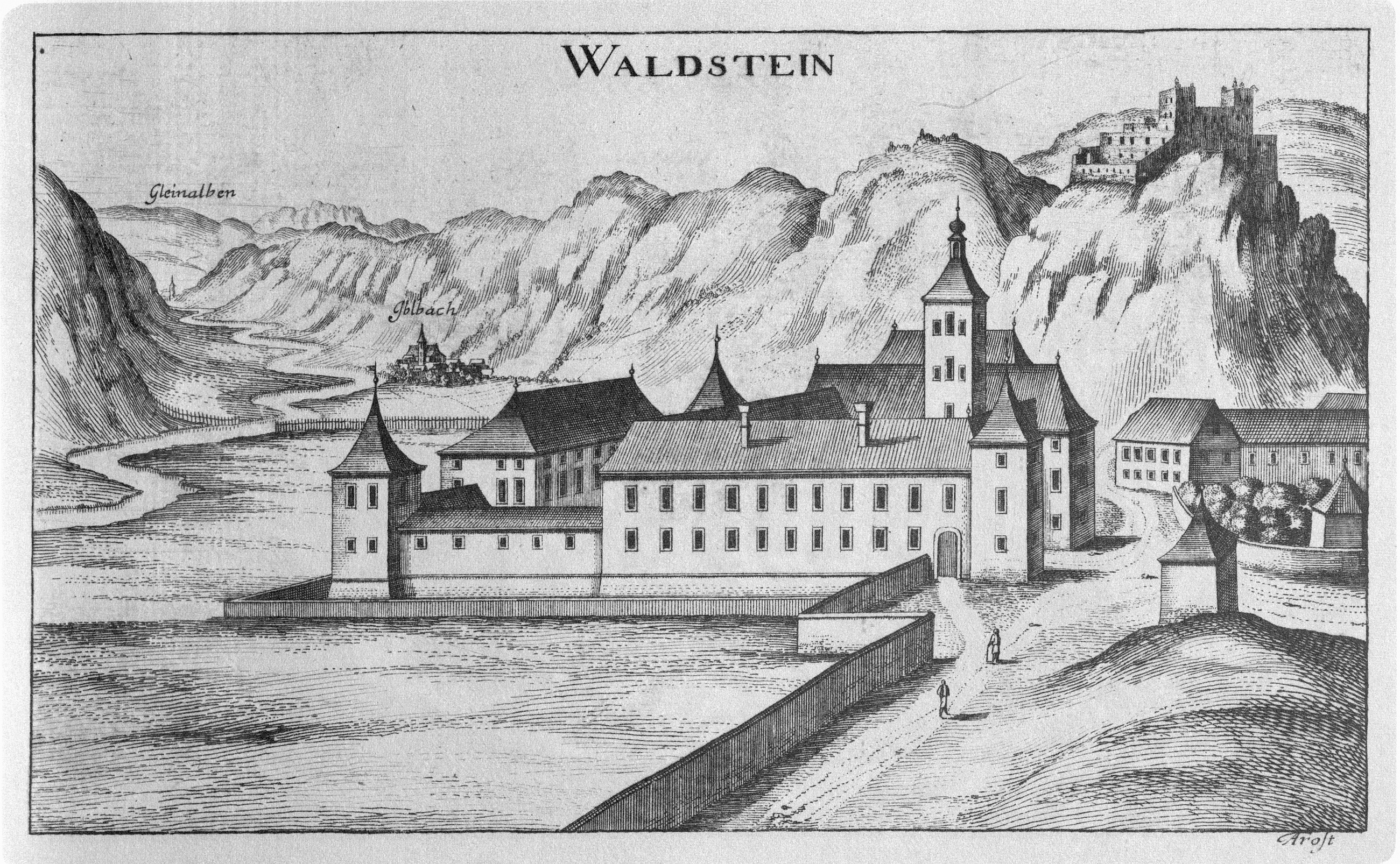
Die Burg (Hintergrund) mit dem Schloss Waldstein (bei Vischer, 1681)

Die Ruine der Höhenburg steht auf einem, von Osten nach Westen in Richtung des Arzwaldgrabens verlaufenden Ausläufer des Schankkogels nördlich der zu Deutschfeistritz gehörenden Katastralgemeinde Waldstein. Der Ausläufer fällt nach Norden fast senkrecht und nach Osten und Süden hin weniger steil ab. Der Zugang zur Burg verläuft vom Westen kommend, südlich unterhalb der Burg. Die Burg sicherte den Übergang von der Gleinalpe in das Obere Murtal.

## Geschichte
Die Burg Waldstein wurde Ende des 11. Jahrhunderts, Anfang des 12. Jahrhunderts vom Hochfreien Leutold von St. Dionys erbaut. Die erste urkundliche Erwähnung als „castrum waldstein“ stammt aus dem Jahr 1152. Von 1190 bis 1305 war die Burg ein Besitz der Herren von Wildon. Ihnen folgten die Herren von Walsee als Burgherren, die die Burg zu einer Feste ausbauten. Die Walseer übergaben den Besitz 1363 den Grafen von Cilli, die bis 1436 auf der Burg saßen. Nach ihnen ging die Befestigung bis 1468 an die Familie von Pranckh. Nach 1468 waren die Windischgraetz Burgherren auf Waldstein, die die Burg erweiterten und modernisierten. Nach dem Baubeginn des Schlosses Waldstein im ersten Viertel des 16. Jahrhunderts schwand die Bedeutung der Burg und man ließ sie verfallen.
Der erste Teil der Burganlage wurde wahrscheinlich im 12. oder 13. Jahrhundert im überhöhten nordöstlichen Teil errichtet. Er wurde im 14. Jahrhundert durch den Bergfried, die Burgkapelle, den Palas sowie die Ringmauer erweitert. Die Zwingeranlagen stammen aus dem 15. und 16. Jahrhundert.

## Gestaltung
Entlang des früheren Zugangsweges zur Burg befinden sich zwei heute nur teilweise erhaltene Tore. Dieser Zugang mündet im südöstlichen Teil der Burg in einen nach Westen hin offenen, annähernd rechteckigen Hof. Im südöstlichen Teil dieses Hofes befindet sich ein Rundturm mit Schlüssellochscharten. Etwas unterhalb des Hofes liegen ausgedehnte Zwingeranlagen, die durch ein Tor erreichbar sind. Nördlich davon befindet sich ein aus der Mauerflucht hervorspringender, rechteckiger Flankierungsturm sowie südlich die Mauerreste eines ehemaligen Wirtschaftsgebäudes. Der Zugang dreht sich im Hof und führt über eine gemauerte Rampe sowie eine heute nicht mehr erhaltene Zugbrücke zu einem weiteren, dritten Tor. Von der Zugbrücke sind nur noch die Auflagsteine erhalten geblieben. An den östlichen und südlichen Hängen des Burgberges befanden sich früher ausgedehnte Vorwerke.
Die Hauptburg wird im Norden, Osten und Süden von einer teilweise an der Abbruchkante des Plateaus verlaufenden Ringmauer umgeben, während im Westen der dreieckige Bergfried den Abschluss bildet. Im Osten des nördlichen Ringmauerabschnittes wurde vermutlich in der zweiten Hälfte des 15. Jahrhunderts ein dreiteiliges Gebäude angebaut. Schutthäufen in diesem Bereich stammen wahrscheinlich von Gebäuden aus dem 12. Jahrhundert. Westlich befinden sich die Reste der an die Ringmauer angebauten Burgkapelle mit der geosteten, von einer Halbkuppel überwolbten und von drei Rundbogenfenstern erhellten, romanischen Apsis. Ihr gotisches Spitzbogenportal mit Muschelkalkgewände steht noch. An der nördlichen und südlichen Kapellenwand ist je ein schmales, rundbogiges Schlitzfenster in einer schlecht gemauerten Rundbogennische erhalten geblieben. Im Westen ist ein einräumiger Baukörper an die Kapelle angebaut und im Osten befindet sich eine Treppenanlage, über die das Obergeschoß der Kapelle sowie das des angebauten Baukörpers erreichbar war.
Die scharfe Kante des dreieckigen und fünfgeschoßigen Bergfriedes im Westen der Anlage hat eine 2 Meter dicke Mauer und weist nach außen, in Richtung der Angreifer. Er weist ein lagerhaftes, unregelmäßiges Bruchsteinmauerwerk auf, was auf eine Entstehung im 14. Jahrhundert hinweist und als Verwendung als Wehrbau. Der ehemalige Zugang zum Turm befand sich im östlichen Teil des zweiten Obergeschoßes und erfolgte über den Burghof. Ein Stockwerk tiefer gab es weiters eine Pforte, die heute vermauert ist. Im Erdgeschoß befindet sich noch ein wahrscheinlich aus jüngerer Zeit stammender Mauerausbruch, über den der Bergfried betreten werden kann. Jedes der Stockwerke wird durch schmale Lichtschlitze erhellt und war früher durch Leitern oder Holztreppen miteinander verbunden. Keine der Zwischendecken ist erhalten geblieben.
Im kleinen Burghof befindet sich eine Zisterne. Östlich des Bergfriedes befindet sich ein dreigeschoßiger, an die südliche Ringmauer gestellter Saalbau, der vermutlich der Palas war. An der südlichen Wand des ersten Obergeschoßes befinden sich drei breite Fenster mit Seitensitzen. Die nördliche, westliche und östliche Mauer haben eine Stärke von 40 bis 60 Zentimeter, was auf eine ehemalige hölzerne Bohlenstube oder Blockwerkkammer hinweist. Die großen, rechteckigen Fenster des Bauwerkes konnten früher mit hölzernen Schiebeladen verschlossen werden.
Etwas abseits der eigentlichen Burg befinden sich der viereckige Wohnturm, der auch als „Hungerturm“ bekannt ist, und eine ihn umlaufende Ringmauer. Er kann als Vorburg angesehen werden.
Die Burgruine Waldstein wurde aus Sicherheitsgründen (Steinschlag, Einsturzgefahr) mit einem Zaun umgeben.